# العالم القادم

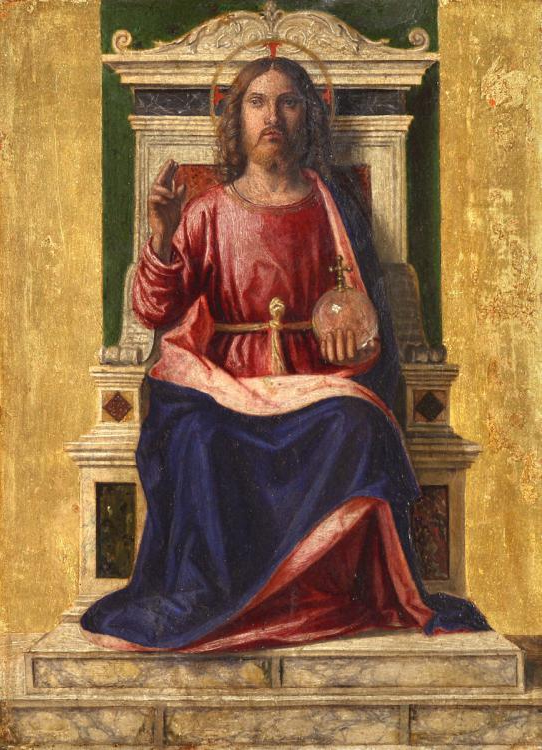
لوحة يسوع المسيح على العرش، لكيما دا كونجليانو

العالم القادم، أو العصر القادم، أو الجنة على الأرض، أو مملكة الله هي عبارات تُستخدم في علم آخر الزمان تعكس الاعتقاد بأن العالم الحالي أو العصر الحالي معيب أو ملعون وسيحل محله في المستقبل عالم أو عصر أو جنة أفضل.
يرتبط المفهوم بمفاهيم الجنة أو الحياة الآخرة، ولكنه يختلف عنها، حيث أن الجنة هي مكان آخر أو حالة وجود يُنظر إليها عمومًا على أنها فوق العالم، والحياة الآخرة هي عمومًا استمرار وجود الفرد بعد الموت.[بحاجة لمصدر]